# Visage (groupe)
Pour les articles homonymes, voir Visage.
Visage est un groupe de new wave britannique fondé en 1978 à Londres. Le groupe est surtout connu pour son tube planétaire Fade to Grey sorti en novembre 1980.

## Histoire
Visage, fondé en 1978 à Londres, est le groupe pionnier du mouvement Nouveaux Romantiques (New Romantics). L'un de ses fondateurs est Steve Strange qui fréquentait le club Billy's où évoluait une clientèle chic. Strange faisait partie de la vague punk avec son groupe The Moors Murderers, tout comme Rusty Egan l'ancien batteur des Rich Kids dont le chanteur était Midge Ure.
Steve Strange, devenu portier puis copropriétaire du Blitz, boîte londonienne à la mode, établie dans le quartier populaire de Soho, organise les Bowie nights. L'endroit est très branché et la sélection à l'entrée des plus rigoureuses. Punks à crête, gays en costume « à la Ziggy » avec masque kabuki, majorettes, clowns tristes et artistes en tout genre hantent l'endroit tous les jeudis. Boy George et Billy Currie (Ultravox), par exemple, en sont des habitués. Strange fera une apparition dans le clip de David Bowie Ashes to Ashes.
C'est à cet endroit que le mouvement Nouveaux Romantiques va naître et porter aux nues l'un des groupes emblématiques du genre : Spandau Ballet,.
C'est dans ce même lieu que Steve Strange, associé à Rusty Egan et Midge Ure, enregistre fin 1978 une démo sous le nom de Visage, reprenant In the Year 2525 de Zager and Evans.
Cette reprise n'apparaîtra pour la première fois sur disque qu'en 1983 sur la compilation Fade to Grey - The Singles Collection.
Les trois musiciens complètent la formation en s'associant à Billy Currie, et trois membres du groupe Magazine : Dave Formula, Barry Adamson et John McGeoch. Le groupe enregistre ainsi son premier single, Tar, publié en septembre 1979 sur le label Radar Records. 
Le single suivant sort chez Polydor en novembre 1980, c'est Fade to Grey qui connaît un très grand succès. Le premier album du groupe, simplement intitulé Visage, sort simultanément. C'est le moment de gloire qui ne dure pas très longtemps. Bien que l'album suivant, The Anvil, se classe 6e des charts au Royaume-Uni en 1982, le déclin commence avec les départs successifs de John McGeoch en 1981 (le musicien ayant rejoint Siouxsie and the Banshees) et de Midge Ure en 1982 (devenu dès 1979 le chanteur d'Ultravox).
Le troisième album de Visage, Beat Boy, sort en 1984. Le groupe se sépare - pour vingt ans - en 1985. Un remix de Fade to Grey a été présent dans les charts début 1990.
L'intérêt premier de Visage était précisément qu'il rassemblait des musiciens appartenant à d'autres groupes importants de l'époque, dont certains font encore référence aujourd'hui : Ultravox (Midge Ure, Billy Curie), Siouxsie and the Banshees (John McGeoch), Magazine (Barry Adamson, Dave Formula, John McGeoch), Public Image Limited (John McGeoch encore) et The Skids (Rusty Egan). La créativité des deux premiers albums s'en ressent par rapport au troisième. Il est à noter que les vidéoclips donnent la part belle à Steve Strange et éclipsent largement ses camarades. Chris Payne a été un proche du groupe mais il n'en a pas fait partie, bien qu'ayant composé des chansons pour Visage. L'indissociable voix féminine sur Fade to Grey est celle de Brigitte Arens, étudiante luxembourgeoise qui est la petite amie de Rusty Egan à l'époque, qui n'a pas fait non plus partie officiellement du groupe.
Quand le groupe se sépare en 1985, il ne reste de la formation d'origine que Steve Strange et Rusty Egan.
En 2002 Visage se reforme avec seulement Steve Strange de la formation initiale et Steve Barnacle, qui avait rejoint le groupe pour l'album Beat Boy en 1984. John Mc Geoch, décédé en 2004, ne verra pas ce retour du groupe. Visage entame une tournée. Robin Simon (ex guitariste d'Ultravox et de Magazine) rejoint Visage, ainsi que Lauren Duvall. Il est un moment envisagé la sortie d'un album coécrit avec Rusty Egan (qui réintégrerait à l'occasion le groupe) et pour lequel Billy Curie, Dave Formula et Midge Ure écriraient chacun une chanson dédiée. Ce projet bien avancé est cependant avorté pour des raisons qu'il apparait aujourd'hui impossible à préciser de manière claire, puisque chaque protagoniste a une version différente. L'album - partiellement remanié - sort finalement plusieurs années plus tard, en 2015, et constitue le sixième et dernier album du groupe.
Début 2013, Visage sort son quatrième album, Hearts and Knives, près de trente ans après le troisième. Mick MacNeil, ex-Simple Minds, y a participé. Les avis sur cet album sont partagés : certains y voient la continuité de Visage et d'autres une usurpation de Steve Strange qui s'approprie le nom du groupe afin de produire ses propres créations de manière plus lucrative. Pourtant, il faut objectivement dire que ce quatrième album est dans le style des précédents et ne rompt pas avec « l'effet Visage ». Ainsi, par exemple, deux titres sont dans les mêmes sonorités que Fade to grey (She's electric) et Vienna d'Ultravox (On we go), mais rien ne confirme une volonté de s'en faire l'écho. Ces deux titres ne sont pas sortis en single, le groupe laissant cette occasion à des titres inédits. Cet album a été mieux accueilli que Beat Boy sorti en 1984. 
En 2014 sort l'album Orchestral qui reprend les tubes de tous les albums avec un orchestre philharmonique. Des rumeurs, relayées ensuite par le site officiel du groupe, annonçaient le retour de Dave Formula au sein de la formation.
Steve Strange meurt le 12 février 2015 à Charm el-Cheikh en Égypte à la suite d'une insuffisance cardiaque.

## Discographie
Les trois premiers disques sont sortis chez Polydor.

### Albums studio
| Année | Titre              | Charts UK | Temps passé dans les charts | Dates d'entrée & sortie charts |
| ----- | ------------------ | --------- | --------------------------- | ------------------------------ |
| 1980  | Visage             | 13        | 29 semaines                 | 24/01/1981 - 26/09/1981        |
| 1982  | The Anvil          | 6         | 16 semaines                 | 03/04/1982 - 21/08/1982        |
| 1984  | Beat Boy           | 79        | 2 semaines                  | 03/11/1984 - 10/11/1984        |
| 2013  | Hearts and Knives  |           |                             |                                |
| 2014  | Orchestral         |           |                             |                                |
| 2015  | Demons to Diamonds |           |                             |                                |

### Compilations
- Fade to Grey: The Singles Collection (1983)
- Fade to Grey - The Best of Visage (1994)
- Master Series (1998)
- The Damned Don't Cry (2001)
- The Face: The Very Best of Visage (2010)
- The Wild Life: The Best of 1978 to 2015 (2016)
- The Wild Life: The Best of Extended Versions and Remixes – 1978 to 2015 (2017)

### Singles
| Année | Titre                             | Charts UK | Temps passé dans les charts | Dates d'entrée & sortie charts | Album                             |
| ----- | --------------------------------- | --------- | --------------------------- | ------------------------------ | --------------------------------- |
| 1979  | Tar                               | ...       | ...                         | ...                            | Visage                            |
| 1980  | Fade to Grey                      | 8         | 15 semaines                 | 20/12/1980 - 08/03/1981        | Visage                            |
| 1981  | Mind of a Toy                     | 13        | 8 semaines                  | 14/03/1981 - 02/05/1981        | Visage                            |
| 1981  | Visage                            | 21        | 7 semaines                  | 11/07/1981 - 22/08/1981        | Visage                            |
| 1982  | The Damned Don't Cry              | 11        | 8 semaines                  | 13/03/1982 - 01/05/1982        | The Anvil                         |
| 1982  | Night Train                       | 12        | 10 semaines                 | 26/06/1982 - 28/08/1982        | The Anvil                         |
| 1982  | Pleasure Boys                     | 44        | 3 semaines                  | 13/11/1982 - 27/11/1982        | (Single)                          |
| 1984  | Love Glove                        | 54        | 3 semaines                  | 01/09/1984 - 15/09/1984        | Beat Boy                          |
| 1984  | Beat Boy                          | ...       | ...                         | ...                            | Beat Boy                          |
| 1993  | Fade to Grey (Bassheads 93 Remix) | 39        | ...                         | ...                            | Fade to Grey - The Best of Visage |
| 2013  | Frequency 7                       | ...       | ...                         | ...                            | (Single)                          |
| 2013  | Shameless Fashion                 | ...       | ...                         | ...                            | Hearts and Knives                 |
| 2013  | Dreamer I Know.                   | ...       | ...                         | ...                            | Hearts and Knives                 |
| 2014  | Never Enough                      | ...       | ...                         | ...                            | Hearts and Knives                 |
| 2014  | Hidden Sign                       | ...       | ...                         | ...                            | Hearts and Knives                 |
| 2014  | She's Electric (Coming Around)    | ...       | ...                         | ...                            | Hearts and Knives                 |
| 2015  | Fade to Grey                      | ...       | ...                         | ...                            | Orchestral                        |

### Vidéo/DVD
- 1985 Visage (VHS compilation de clips)
- 2006 Visage: Live (Version DVD du précédent faussement intitulée Live)

## Reprises
La première reprise de Fade to grey est française et n'a pas laissé beaucoup de souvenirs : il s'agit du groupe Néon, alias Jean-Pierre Bulté, Eric Van der Heyden et Rita en 1987. Quelques mois plus tard, une seconde reprise, française elle aussi, est produite par le groupe Goûts De Luxe. 
En 2006, Nouvelle Vague a repris Fade to Grey dans son deuxième album Bande à part en version bossa nova.
À la fin des années 2000, Real Life en a fait de même, en étant plus proche de l'original d'un point de vue musical, dans l'album Send Me an Angel : '80s Synth Essentials. En 2010, Midge Ure les a imités (en supprimant les paroles françaises) dans son album The Gift (version 2010). Puis en 2012 elle a été reprise par Junior Caldera, le titre est changé pour devenir It's On Tonight. 
Enfin, Fade to Grey est sortie fin 2014 en version orchestre symphonique sur le dernier album Orchestral.
En 2017, le groupe Exit Eden (groupe formé entre autres de quatre chanteuses reprenant des titres de la culture pop, ancienne ou contemporaine) propose une version métal de ce titre sur l'album Rhapsodies in Black.